# Feketesapkás szalagostimália
A feketesapkás szalagostimália (Actinodura sodangorum) a madarak osztályának verébalakúak (Passeriformes) rendjébe és a Leiothrichidae családjába tartozó faj.

## Rendszerezése
A fajt Jonathan C. Eames, Trong Le, Cu Nguyen és Eve írták le 1999-ben.

## Előfordulása
Délkelet-Ázsiában, Laosz és Vietnám területén honos. Természetes élőhelyei a szubtrópusi vagy trópusi hegyi esőerdők, magaslati cserjések és legelők, valamint ültetvények. Állandó, nem vonuló faj.

## Megjelenése
Testhossza 24 centiméter.

## Természetvédelmi helyzete
Az elterjedési területe nem nagy, egyedszáma 6600-13400 példány közötti, viszont stabil. A Természetvédelmi Világszövetség Vörös listáján mérsékelten fenyegetett fajként szerepel.